# Saccopharynx hjorti
Saccopharynx hjorti – gatunek morskiej ryby głębinowej z rodzaju gardzielcowatych (Saccopharyngidae). 

## Opis
Nazwa gatunkowa ryby honoruje norweskiego biologa Johana Hjorta. Zwierzę znane jest z pojedynczego okazu, złowionego podczas ekspedycji Michaela Sarsa w 1910 roku i opisanego przez Bertina w 1938 roku. Holotyp znajduje się w zbiorach Bergen Museum.

## Występowanie
Wschodnie i centralne obszary Oceanu Atlantyckiego do głębokości dochodzącej do 1400 m.